# Moadon Kaduregel Beitar Yerushalayim
Il Moadon Kaduregel Beitar Yerushalayim (in ebraico מועדון כדורגל בית"ר ירושלים‎?), noto come Beitar Gerusalemme, è una società calcistica israeliana con sede nella città di Gerusalemme, militante nella Ligat ha'Al, la massima serie del campionato israeliano di calcio.
Società sportiva tra le più titolate del paese, fu fondata nel 1936 da Shmuel Kirschstein e David Horn ed è affiliata al movimento Betar. Gioca in tenuta giallo-nera e dal 1991 disputa le partite casalinghe allo Stadio Teddy Kollek, nel quartiere Malha di Gerusalemme. Ha vinto 6 campionati israeliani, 8 Coppe d'Israele, 2 Supercoppe d'Israele e 3 Coppe Toto.

## Storia
Fondato nel 1936, il Beitar Gerusalemme è stato a lungo una società minore nel panorama calcistico israeliano. La prima partecipazione al campionato di prima serie ebbe luogo nella stagione 1954-1955, quando il club giallo-nero giunse quart'ultimo e retrocesso in Liga Alef al termine del torneo di play-off/play-out.

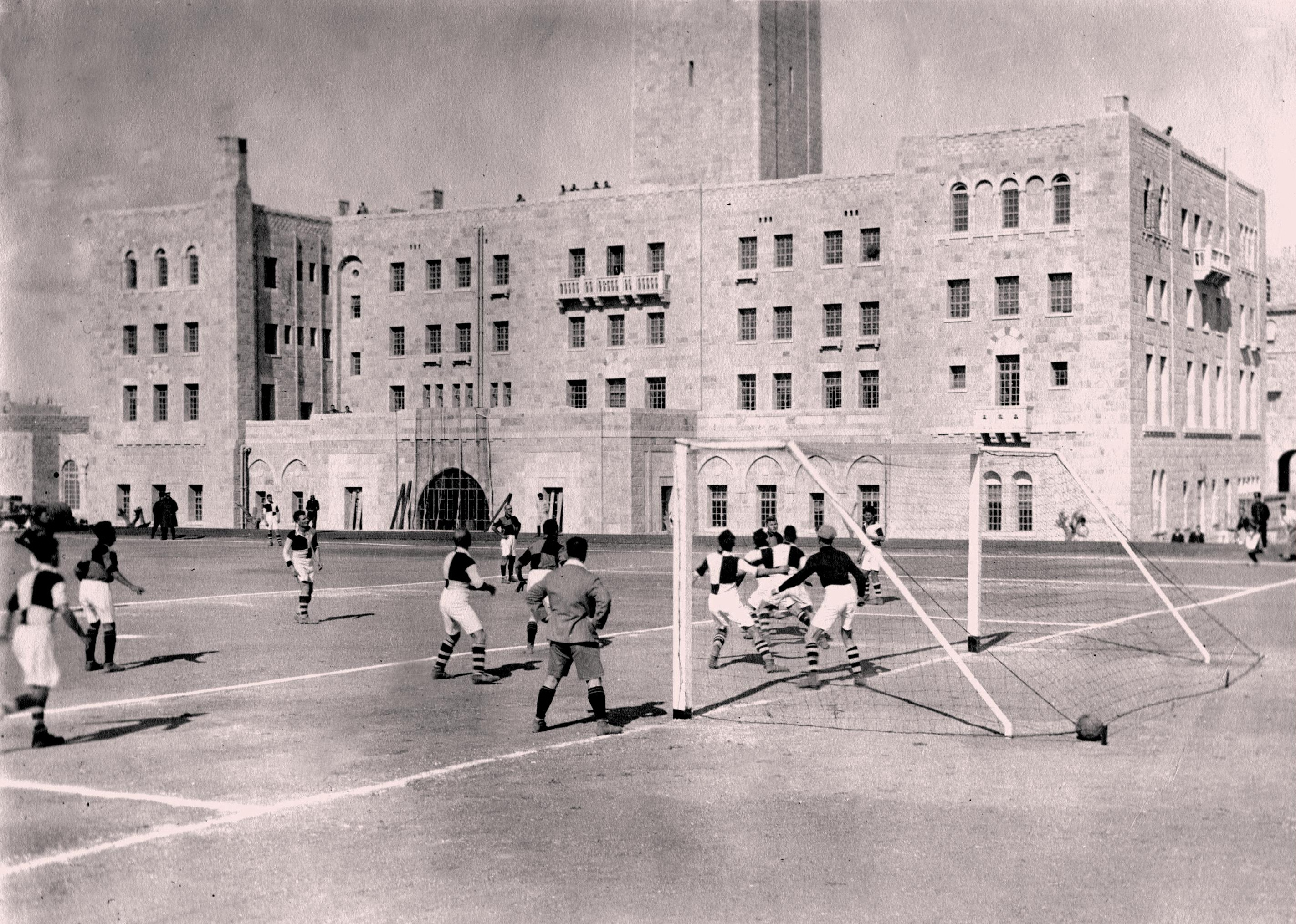
Lo Stadio YMCA di Gerusalemme, storico impianto sportivo del Beitar, negli anni trenta.

Il ritorno in Liga Leumit (all'epoca il massimo livello del campionato israeliano di calcio) risale al 1968. La fine degli anni sessanta produsse un sensibile miglioramento del livello del Beitar Gerusalemme, giunto quinto nel campionato 1969-1970 e, due stagioni dopo, addirittura secondo, a quattro punti dal Maccabi Tel Aviv.
Nel campionato 1974-1975 il Beitar si classificò penultimo, ma evitò la retrocessione grazie al ripescaggio disposto dall'IFA al fine dell'aumento del numero delle squadre partecipanti alla prima divisione.
Nella stagione successiva, il Beitar sfiorò nuovamente la vittoria del titolo, giungendo secondo, a due soli punti dall'Hapoel Be'er Sheva campione. L'alto livello raggiunto dalla squadra fu suggellato dalla vittoria della sua prima Coppa di Stato, battendo in finale il Maccabi Tel Aviv per 2-1.
Nelle tre stagioni successive, il Beitar si classificò terzo e poi, nei campionati 1977-1978 e 1978-1979, secondo. Nel 1979, il club vinse la sua seconda Coppa di Stato.

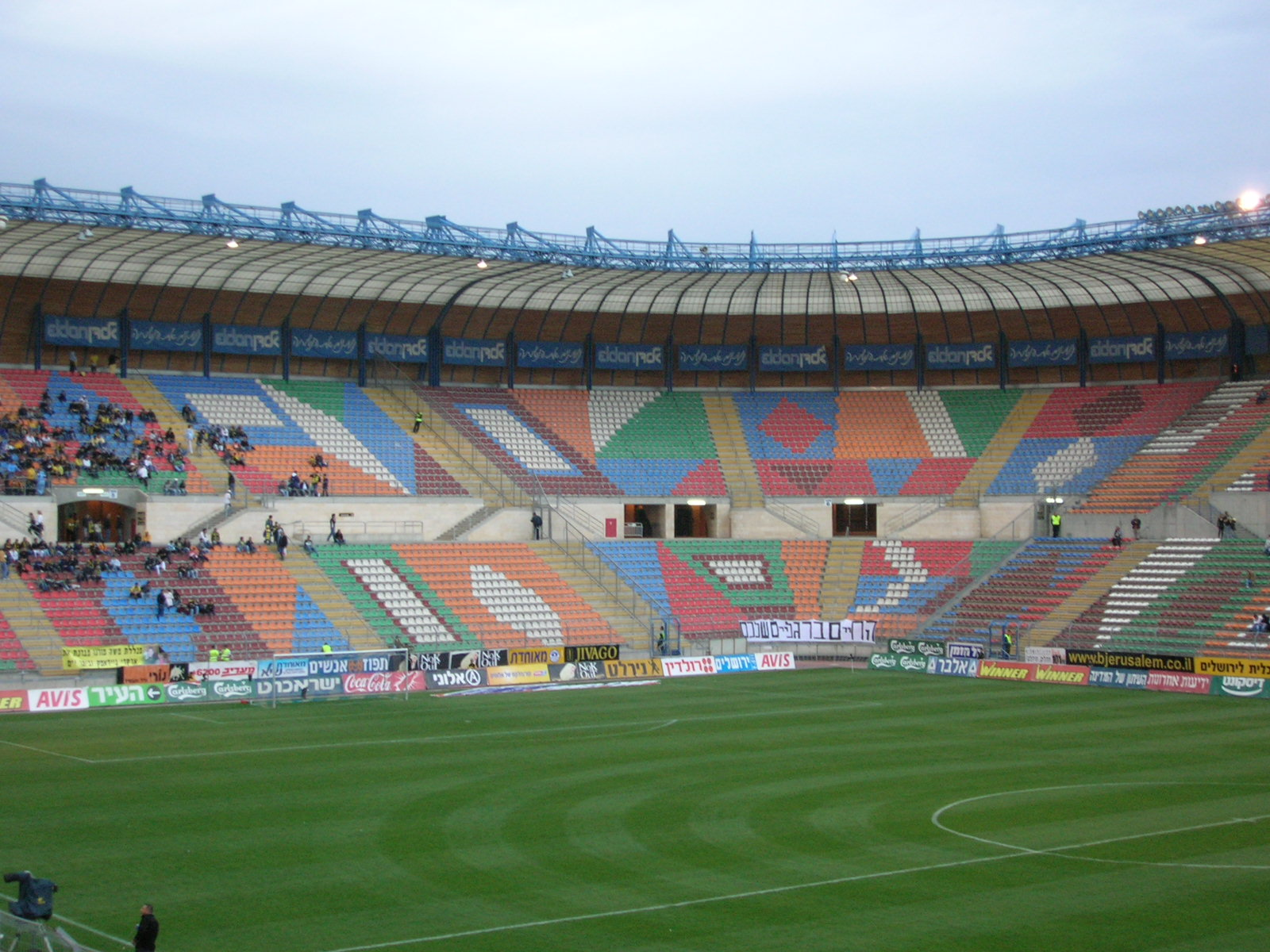
Lo Stadio Teddy Kollek di Gerusalemme, attuale impianto del Beitar.

Ma nella Liga Leumit 1979-1980, il Beitar Gerusalemme si classificò, clamorosamente, all'ultimo posto, retrocendendo in Liga Artzit.
La risalita in prima serie fu immediata, così come rapido fu il ritorno, da parte del club, all'alto livello delle stagioni passate. Nei campionati 1983-1984 e 1984-1985, il Beitar giunse per due volte consecutive secondo.
Nel 1985 e nel 1986, il Beitar conquistò altre due edizioni della Coppa di Stato.
Protagonista di quegli anni fu l'attaccante Uri Malmilian, che, nel 1986-1987, guidò il Beitar alla conquista del suo primo titolo nazionale. Il campionato fu dominato dai giallo-neri, che giunsero primi, distanziando la seconda classificata (il Bnei Yehuda) di ben 15 punti.
La vittoria del titolo, tuttavia, aprì un periodo di crisi per il club gerosolimitano. Nelle tre stagioni seguenti, il Beitar rischiò la retrocessione, salvandosi solo ai play-out. L'unica vittoria di quegli anni fu la Coppa di Stato, ottenuta nel 1989.

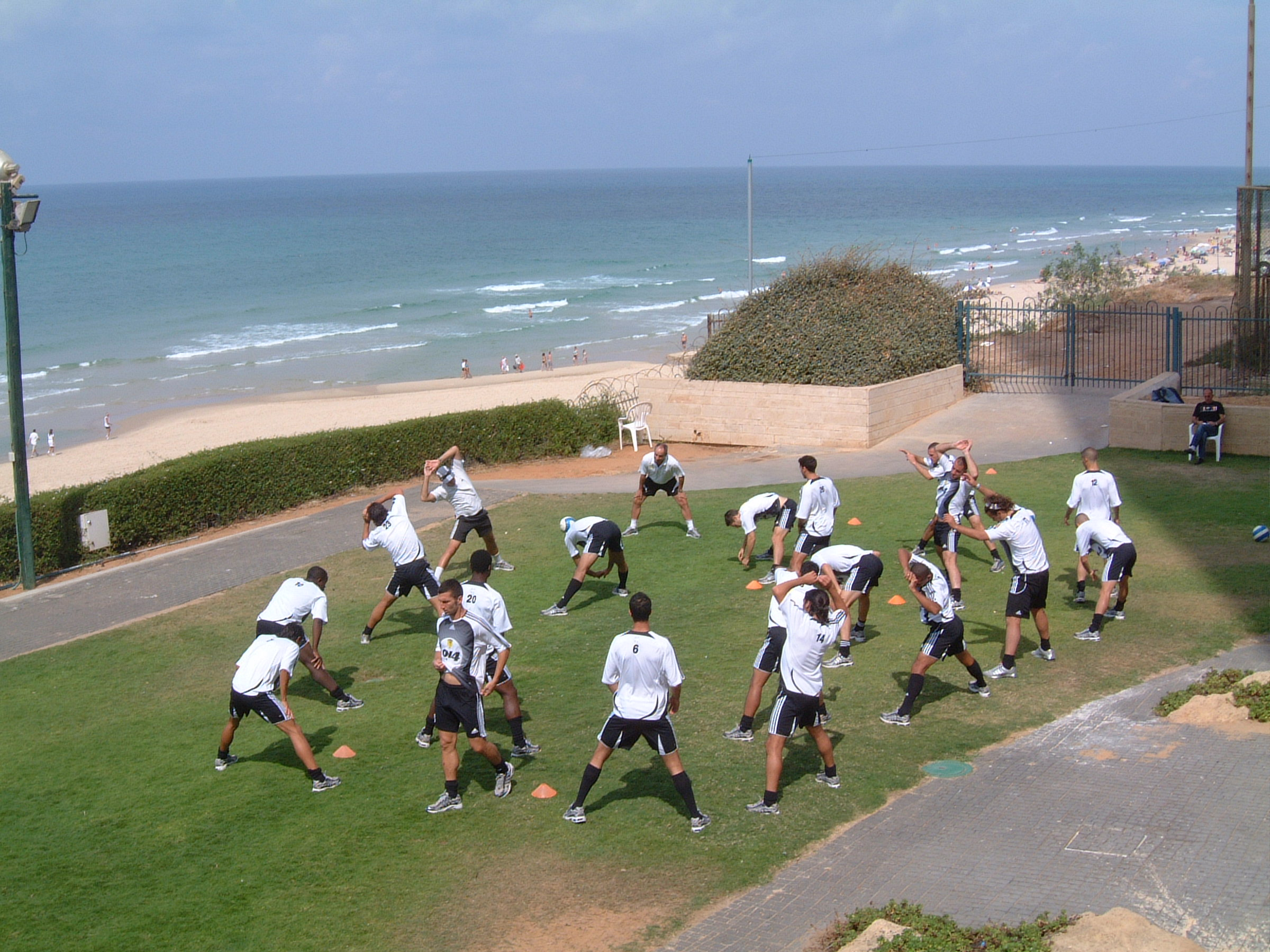
Il Beitar in ritiro ad Herzliya durante la preparazione al campionato 2006-2007, poi vinto.

Nel 1990-1991 la retrocessione giunse, dopo che il Beitar si classificò al penultimo posto nel girone dei play-out.
L'anno seguente, il Beitar vinse il campionato di Liga Artzit, tornando, dunque, in prima divisione.
E, nella stagione 1992-1993, il Beitar riuscì a vincere, da neo-promossa, il proprio secondo titolo nazionale, così eguagliando l'impresa dell'Hapoel Ramat Gan nel campionato 1963-1964. La vittoria del titolo, peraltro, consentì al Beitar di partecipare, per la prima volta nella propria storia, alle Coppe europee, venendo ammesso al turno preliminare della UEFA Champions League 1993-1994 (ove riuscì a giungere al primo turno).
Le stagioni successive portarono nuovi risultati al Beitar, che ottenne qualificazioni sia all'Intertoto che alla Coppa UEFA.
Quindi, nei campionati 1996-1997 e 1997-1998, i giallo-neri ottennero due nuovi titoli nazionali consecutivi.
Il buon andamento del Beitar Gerusalemme si protrasse anche con la nascita, nel 1999, della nuova prima divisione, la Ligat ha'Al. Il Beitar conquistò due nuovi titoli nazionali nel 2006-2007 e nel 2007-2008, oltre a due Coppe di Stato nel 2008 e nel 2009.
Dopo il terzo posto nel campionato 2008-2009, però, il livello del Beitar si è, nelle tre ultime stagioni, sensibilmente abbassato, con altrettante salvezze conquistate solo ai play-out.

## Stadio

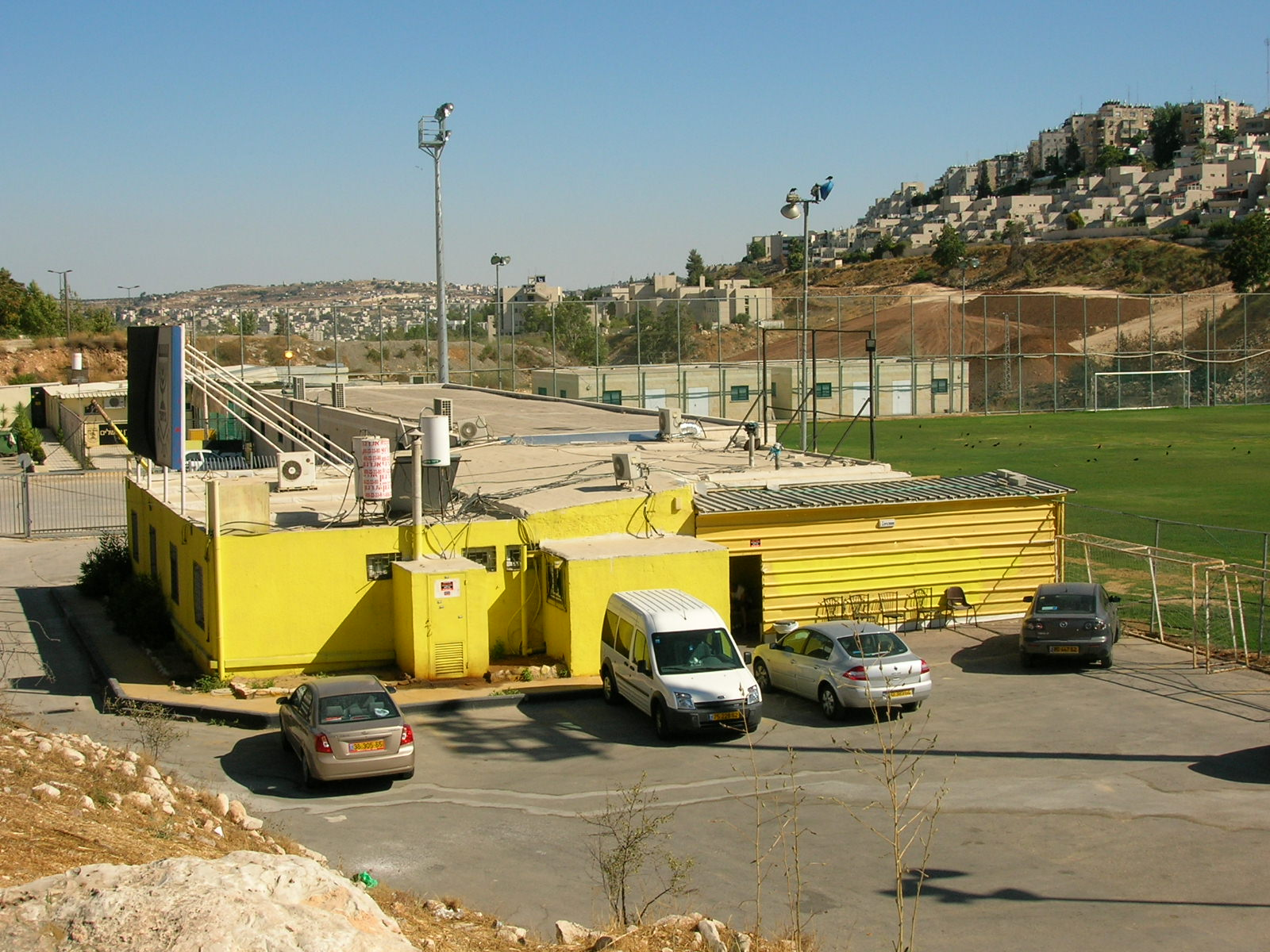
Il centro sportivo del Beitar di Bayit VeGan, a Gerusalemme.

Per lungo tempo, il Beitar ha fatto uso dello Stadio YMCA di Gerusalemme, impianto storico quanto limitato: per le mediocri condizioni del terreno di gioco, veniva sovente ribattezzato "la buca della sabbia" dai tifosi del Beitar e dell'Hapoel Gerusalemme (che condivideva con il Beitar detto stadio).
Nel 1991, il Beitar si è trasferito nel moderno Stadio Teddy Kollek, nel quartiere di Malha, di cui tutt'oggi usufruisce insieme agli altri due club concittadini dell'Hapoel Gerusalemme.
Il Beitar è, inoltre, proprietario del complesso sportivo di Bayit VeGan, che utilizza per i propri allenamenti e per le visite mediche.

## Tifoseria

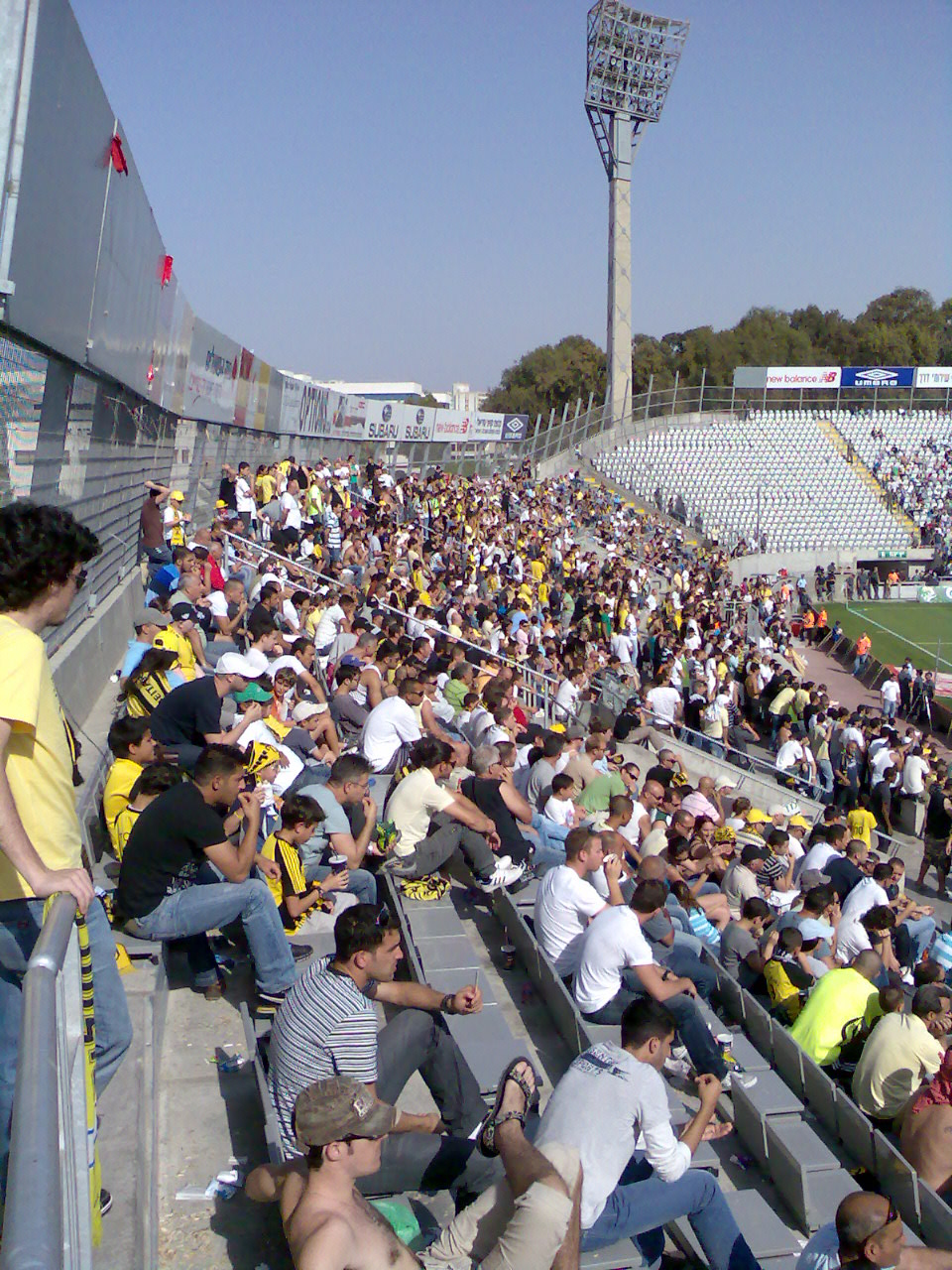
Tifosi del Beitar Gerusalemme in trasferta al Stadio Bloomfield di Tel Aviv.

Data l'affiliazione al Betar, nato come movimento giovanile del Partito revisionista sionista, i tifosi del club sono politicamente schierati a destra, vicini, dapprima, al defunto Herut e, attualmente, al Likud.

### Controversie
Il Beitar Gerusalemme, tanto a livello di dirigenza quanto (e soprattutto) a livello di tifoseria, è frequentemente oggetto di critiche da parte dell'opinione pubblica per l'atteggiamento anti-arabo, talora oltre i limiti del razzismo.
Il Beitar è l'unica squadra israeliana a non aver mai tesserato, nella propria storia, un calciatore arabo: ciò nonostante, l'attuale dirigenza ha assicurato di volervi procedere, quando si presenteranno le giuste condizioni.
In effetti, la tifoseria ha mostrato in più occasioni un'evidente ostilità a ciò, in particolare nel 2005, all'indomani dell'acquisto del calciatore nigeriano Ndala Ibrahim. Quest'ultimo, professante la religione islamica, fu costretto a lasciare il club dopo pochissimo tempo dal suo arrivo, a causa della forte avversione nei suoi confronti manifestata dai tifosi del Beitar.

Nel febbraio 2013, inoltre, dopo l'acquisto dei calciatori russi Džabrail Kadiyev e Zaur Sadaev, ambedue musulmani, gli uffici della dirigenza del Beitar sono stati oggetto di un attacco vandalico notturno da parte di alcuni ultras.
Parte dei sostenitori del Beitar Gerusalemme ha dato luogo a frequenti atteggiamenti di ostilità non solo nei confronti di calciatori arabi o di colore di squadre avversarie (atti sempre pesantemente sanzionati dall'IFA), ma persino in occasioni estranee all'ambito calcistico.
Nelle frange più oltranziste della tifoseria del Beitar, si segnala, tra l'altro, il controverso gruppo ultrà "La Familia", noto per l'esaltazione dell'identità ebraica e per l'avversione ad arabi e musulmani.

### Rivalità
Per i motivi suddetti, i supporter del Beitar Gerusalemme sono divisi da una profonda rivalità con i tifosi delle squadre arabo-israeliane (su tutte il Bnei Sakhnin), nonché, in particolar modo, con quelli dell'Hapoel Tel Aviv, notoriamente di sinistra e a favore della pace tra israeliani e palestinesi.
Ulteriore rivalità molto accesa è quella con i supporter del Maccabi Haifa, altra tifoseria proclamatasi anti-razzista.
Anche a motivi sportivi sono legate le rivalità con i tifosi degli altri due principali club gerosolimitani dell'Hapoel Gerusalemme e dell'Hapoel Katamon. Ciononostante, pure nel caso di queste società l'ostilità dei tifosi del Beitar si lega soprattutto alla loro propensione a tesserare calciatori arabi, nonché al loro forte seguito da parte di israeliani di sinistra o arabo-israeliani (nel caso dell'Hapoel Katamon, addirittura, la tifoseria è formata in quasi egual misura da ebrei e arabi).

## Organico

### Rosa 2024-2025
Aggiornata al 19 gennaio 2025.
| N. |                           | Ruolo | Calciatore       |
| -- | ------------------------- | ----- | ---------------- |
| 1  | Israele (bandiera)        | P     | Raz Karmi        |
| 2  | Israele (bandiera)        | D     | Zohar Zasno      |
| 3  | Israele (bandiera)        | D     | Gil Cohen        |
| 4  | Francia (bandiera)        | D     | Jean Marcelin    |
| 7  | Israele (bandiera)        | C     | Yarden Shua      |
| 8  | Israele (bandiera)        | C     | Yarin Levi       |
| 9  | Francia (bandiera)        | C     | Abiezer Jeno     |
| 10 | Israele (bandiera)        | C     | Adi Yona         |
| 11 | Israele (bandiera)        | A     | Nehoray Dabush   |
| 14 | Israele (bandiera)        | C     | Timoti Muzi      |
| 15 | Israele (bandiera)        | C     | Dor Mikha        |
| 16 | Costa d'Avorio (bandiera) | C     | Ismaila Soro     |
| 18 | Bulgaria (bandiera)       | D     | Grigorij Morozov |
| 19 | Israele (bandiera)        | D     | Li On Mizrahi    |

| N. |                       | Ruolo | Calciatore        |
| -- | --------------------- | ----- | ----------------- |
| 20 | Israele (bandiera)    | D     | Uri Dahan         |
| 21 | Israele (bandiera)    | C     | Alon Ben Ami      |
| 23 | Costa Rica (bandiera) | A     | Mayron George     |
| 26 | Togo (bandiera)       | C     | Ayi Silva Kangani |
| 27 | Ghana (bandiera)      | C     | Patrick Twumasi   |
| 28 | Israele (bandiera)    | C     | Sagi Israeli      |
| 44 | Israele (bandiera)    | D     | Liel Deri         |
| 55 | Portogallo (bandiera) | P     | Miguel Silva      |
| 77 | Israele (bandiera)    | C     | Omer Atzili       |
|    | Israele (bandiera)    | C     | Yan Yusupov       |
|    | Israele (bandiera)    | C     | Ron Nulman        |
|    | Israele (bandiera)    | C     | Nadav Markovitch  |
|    | Israele (bandiera)    | P     | Amit Korenfine    |

### Stagioni passate
- stagione 2011-2012
- stagione 2017-2018

## Palmarès

### Competizioni nazionali
- Campionato israeliano: 6

1986-1987, 1992-1993, 1996-1997, 1997-1998, 2006-2007, 2007-2008
- Coppa d'Israele: 8

1975-1976, 1978-1979, 1984-1985, 1985-1986, 1988-1989, 2007-2008, 2008-2009, 2022-2023
- Coppa Toto: 3

1997-1998, 2009-2010, 2019-2020
- Supercoppa d'Israele: 2

1976, 1986
- Liga Leumit: 1

1991-1992

### Altri piazzamenti
- Campionato israeliano:

Secondo posto: 1971-1972, 1975-1976, 1977-1978, 1978-1979, 1983-1984, 1984-1985
Terzo posto: 1973-1974, 1976-1977, 1995-1996, 2005-2006, 2008-2009, 2015-2016, 2016-2017, 2017-2018, 2019-2020
- Coppa d'Israele:

Finalista: 1974-1975, 1988-1989, 1998-1999, 1999-2000, 2017-2018, 2024-2025
Semifinalista: 2016-2017
- Coppa di Lega israeliana:

Finalista: 1984-1985, 1998-1999, 2000-2001
Terzo posto: 2020-2021
- Supercoppa d'Israele:

Finalista: 1978, 1979, 1985, 1988, 1989, 2023